# Сырт (равнина)
Сырт (кирг. сырт — возвышение, возвышенность, холм) — тип нагорья на Тянь-Шане и Восточном Памире, использующихся как высокогорные пастбища (ср. джайляу). Рельеф сыртов ровный или слегка волнистый сравнительно слабо расчленённый, образованный процессами денудации моренного материала. Представляет собой остатки древних поверхностей выравнивания, занятые степями и полупустынями, расположенными выше зоны лесной растительности (3000—4000 м над уровнем моря). Сырты отделяются друг от друга ещё более высокими хребтами. В сыртовых понижениях расположено множество небольших озёр с засоленной водой.